# Tiébélé
Tiébélé là một tổng của tỉnh Nahouri ở đông nam Burkina Faso. Thủ phủ của tổng này là thị xã Tiébélé. Dân số năm 2006 là 54.104 người.

## Các thị xã và các làng
Babougounia, Badabié, Badiembé, Ballérebié I, Ballérebié II, Banga-Corasbié, Banga-Tangassogo, Bapania, Bloc-AVV-V1, Bloc-AVV-V2, Bloc-AVV-V3, Bloc-AVV-V4, Boulnoma, Brébié, Cora-Lô, Coumpougoubié, Dollo-Tangassogo, Douabié, Doumpoabié-Tangassogo, Goribié, Gounia, Idénia-Kora, Idénia-Moa, Idénia-Tanga, Kabrikogagogo, Kahonia, Kassiré, Kassola, Kassongbié, Kaya-Fabolo, Kaya-Kaforo, Kaya-Kantiolo, Kaya–Korso, Kaya-Navio, Kaya–Poungou, Kollo, Kolonia-Tangassogo, Koubongo, Kuyou, Lagonia, Lira-Tangassogo, Lô-Caloa, Lô-Longo, Lô-Moulnia, Lô-Polobiéssan, Lô-Pouri, Lô-Sinon, Mankanon, Mankilinia-Tangassogo, Mantiogonia-Tangassogo, Mantiongogo, Moabié-Boungou, Nabénia, Namaguinia, Nioua, Ouédiabié-Tangassogo, Ouorobié-Tangassogo, Pioukouri-Tangassogo, Sangbabié, Sissoro, Tagnania, Tindonogo, Tiponi, Tiyalo, Yéléania e Zeguessiga.